# Франгіз Алізаде
Франґіз Аліага кизи Алізаде (азерб. Firəngiz Əliağa qızı Əlizadə; 28 травня 1947, Баку) — азербайджанська композиторка, піаністка, музикознавиця і освітянка, Народна артистка Азербайджану (2000).

## Життєпис
Закінчила Бакинську консерваторію по класу фортепіано (1970) і композиції (1972). Була першою виконавицею в Азербайджані, а в ряді випадків і в СРСР, фортепіанних творів класиків музичного авангарду XX століття: Арнольда Шенберґа, Антона Веберна, Альбана Берга, Олів'є Мессіана, Джона Кейджа, Джорджа Крама.
З 1976 року викладала в Бакинській консерваторії, з 1990 — професорка. У 1993—1996 — викладачка у консерваторії міста Мерсін (Туреччина), керівниця оперного хору. З 1999 року жила в ФРН. Потім повернулася на батьківщину і в 2007 році була обрана керівницею Спілки композиторів Азербайджану.
Як композиторка Алі-заде співпрацювала з цілим рядом провідних світових виконавців — особливо з віолончелістами: її концерт для віолончелі з оркестром був присвячений Івану Монігетті і виконаний ним, п'єса «Дервіш» написана для Йо-Йо-Ма і включена їм у програму світового турне, п'єса «Оян!» написана на замовлення Мстислава Ростроповича як обов'язковий твір Міжнародного конкурсу віолончелістів Мстислава Ростроповича. Диск, що повністю складається з творів Алі-заде, записав Кронос-квартет. Крім того, твори Алі-заде виконують Давид Герінгас, Олександр Івашкін, інші відомі музиканти і ансамблі.
Народна артистка Республіки Азербайджан (2000). ЮНЕСКО в 2008 році удостоїла Франгіз Алі-заде почесного звання «Артист ЮНЕСКО в ім'я миру».